# 多維爾
多维尔（法語：Deauville，法語：[dovil] ⓘ），法国西北部城市，诺曼底大区卡尔瓦多斯省的一个市镇，隶属于利雪区，其市镇面积为3.57平方公里，2022年1月1日时人口数量为3,563人，在法国城市中排名第3,112位。
多维尔位于卡尔瓦多斯省东北部，图克河入海口左岸，是一个区域性的中心市镇，自19世纪60年代以来被开发为一座海滨旅游城市，因多维尔美国电影节而闻名，同时也因大量来自巴黎地区的游客而被称为“巴黎第二十一区”。

## 地名来源
“多维尔”一名最初于公元1060年以拉丁语“Auevilla”的形式被记载。根据法国地名学家阿尔贝·多扎的论述，该名称可能出自日耳曼语“auwja”，意为“湿润的草地”；而法国语言学家勒内·勒佩莱则认为该名称出自日耳曼人名“Avo”。
法国大革命期间，多维尔的官方名称拼写曾为“Deanville”。

## 历史

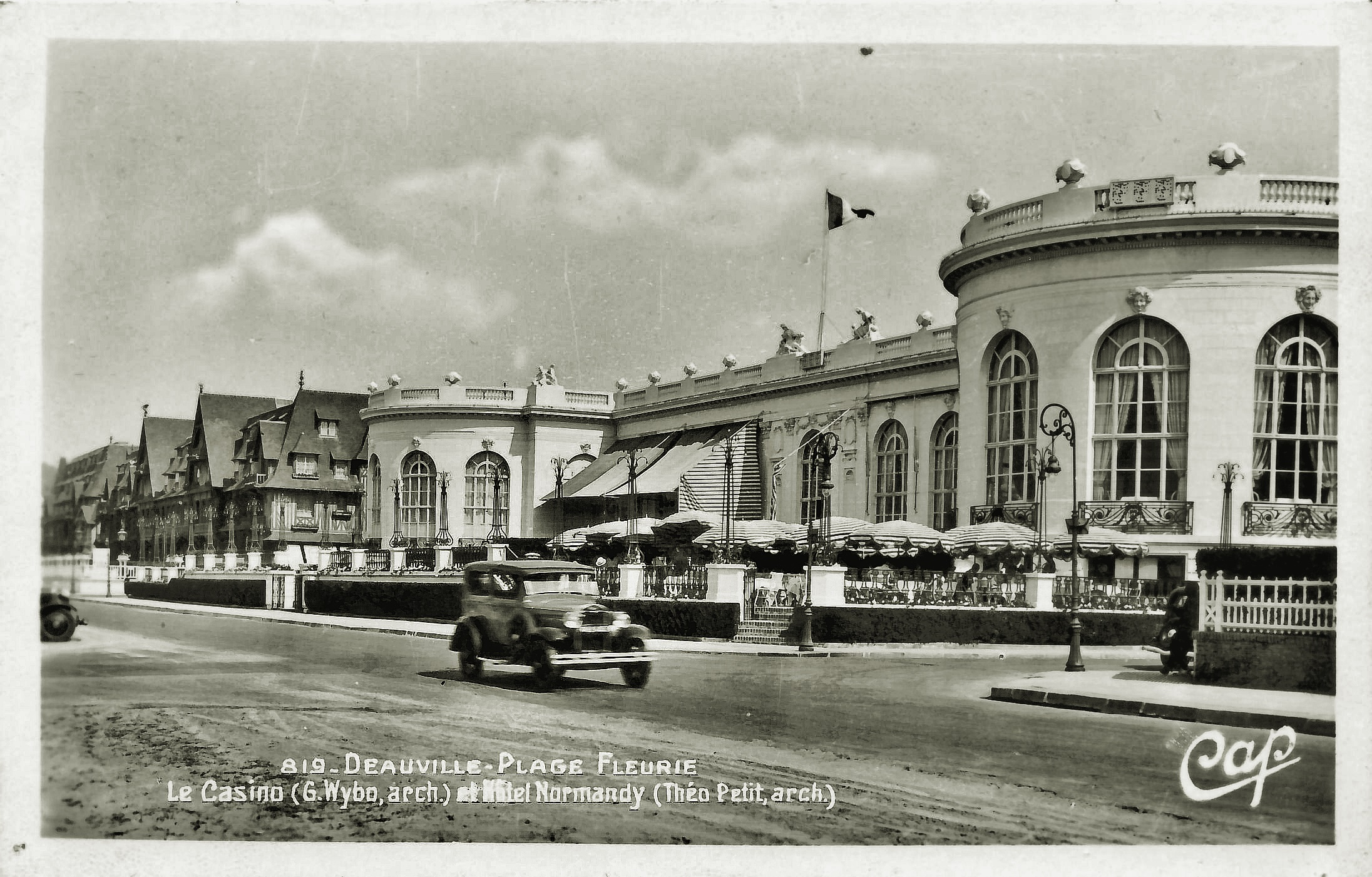
20世纪30年代的多维尔

多维尔的早期历史尚不清楚，该区域中世纪时曾长期为诺曼底公国的一部分，后根据《1259年巴黎条约》并入法兰西王国。法国大革命后，多维尔成为卡尔瓦多斯省的一个市镇。直至19世纪中期，多维尔尚为一个人口不足一百的普通农业聚落。1859年，法国医生约瑟夫-弗朗西斯·奥利夫在多维尔建造了一处宅邸，并将沿海滩涂改造成为海滨浴场。这项工程得到了银行家阿尔芒·多农的资助，后者邀请了建筑师代勒-弗朗索瓦·布勒内参与多维尔的市政规划。1864年，多维尔城市建成，当地常住居民数量在几年内增长了数十倍。法国画家欧仁·布丹曾长期在多维尔生活，并在此创作了数十个与多维尔有关的作品。与此同时，随着利雪－特鲁维尔-多维尔铁路以及特鲁维尔-多维尔站的建成，多维尔与巴黎之间开行了直通列车，大批巴黎中产以上阶级在此旅游度假或购买假期房屋，多维尔由此被称为“巴黎第二十一区”（21e arrondissement de Paris）。1912年，多维尔赌场开门营业。1923年，莱普朗什步行道建成并向公众开放。1931年，多维尔机场正式通航。第二次世界大战期间，多维尔曾被纳粹德军控制。1944年8月22日，多维尔在桨板行动中被盟军解放。1975年，法国作家利昂内尔·舒尚创办了首届多维尔美国电影节，此后每年夏季举办。1992年，多维尔国际中心建成，成为美国电影节的主会场。

## 地理

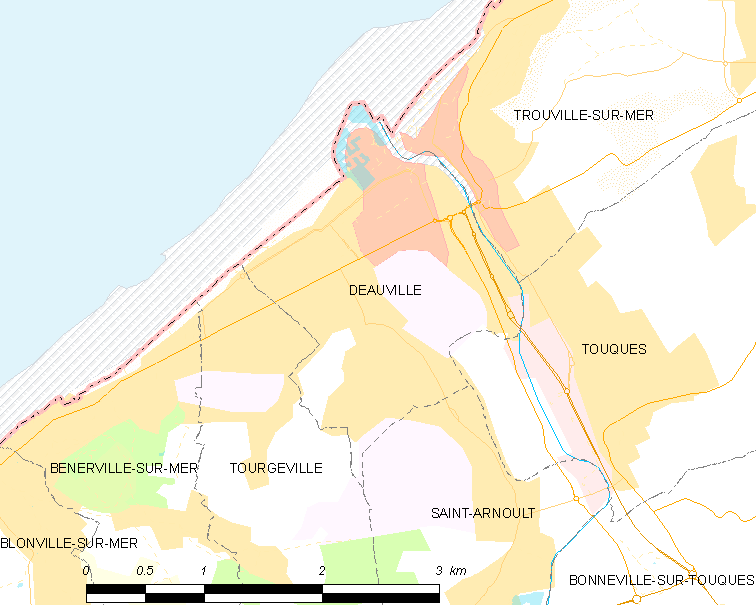
多维尔市镇范围地图

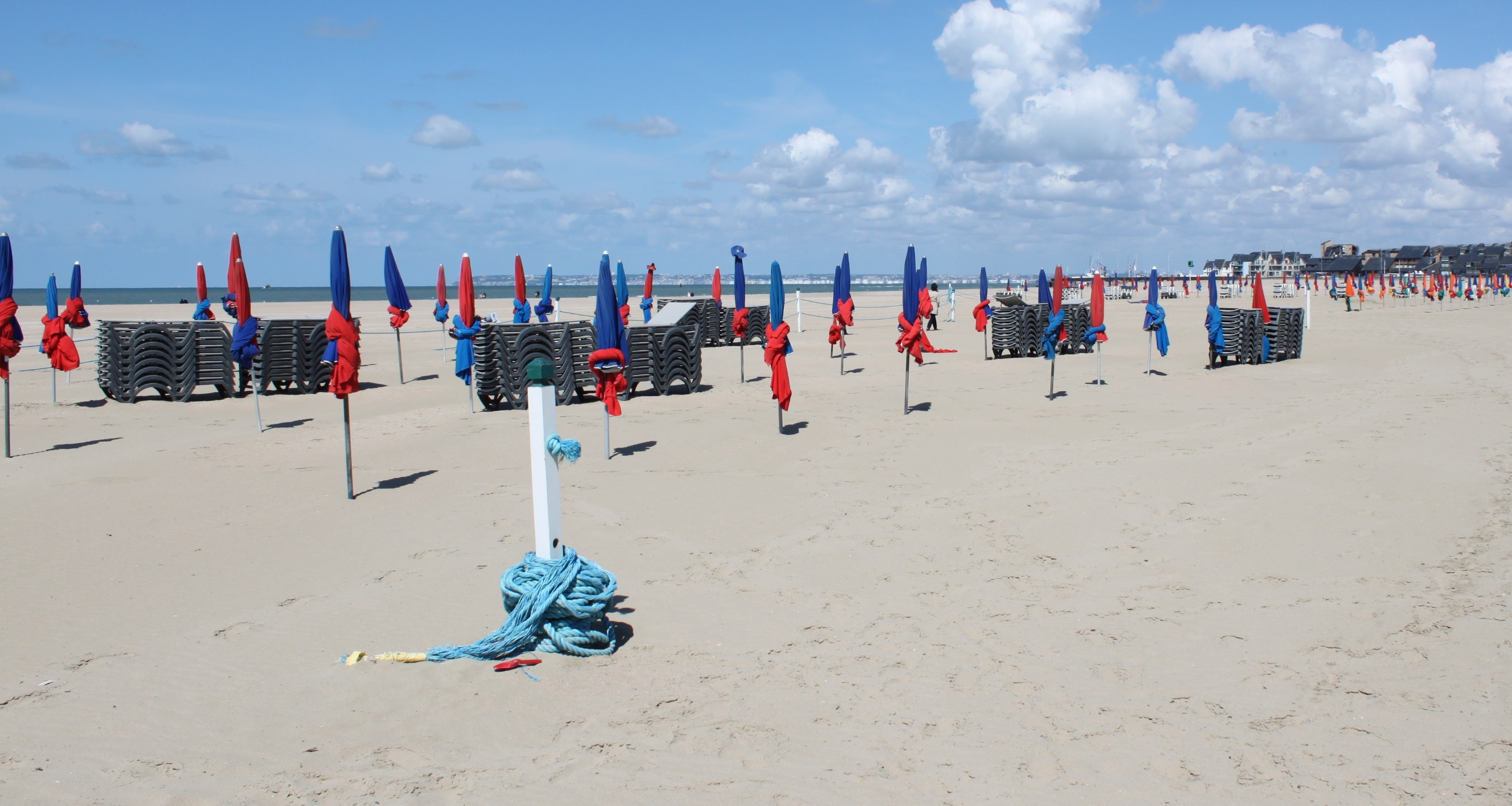
多维尔沙滩

多维尔位于法国西北部，诺曼底大区北部和卡尔瓦多斯省东北部，距离省会卡昂大约49公里。与多维尔接壤的市镇包括：图尔热维尔、滨海特鲁维尔、圣阿尔努和图克。

### 地形
多维尔位于诺曼底北部，濒临大西洋，境内以平原为主，市镇中心地势较为平坦，南侧为丘陵，全境海拔在0到83米之间。

### 水文
多维尔位于花之海岸南侧，其沿海地带多地势平缓的沙滩。图克河自南向北流经多维尔市区东侧并在此注入大西洋，该河靠近多维尔的河段被人工改造成为小型船只港口。

### 植被
多维尔属于温带阔叶混交林区，林地主要分布于市区南部的坡地地区。
在鲜花城市的评比中，多维尔暂未被评级。

### 气候
多维尔在柯本气候分类法中属于温带海洋性气候。
多维尔境内设有气象站，以下为该气象站的数据（其中日照数据取自勒阿弗尔）：
| 多维尔1981年－2019年 | 多维尔1981年－2019年 | 多维尔1981年－2019年 | 多维尔1981年－2019年 | 多维尔1981年－2019年 | 多维尔1981年－2019年 | 多维尔1981年－2019年 | 多维尔1981年－2019年 | 多维尔1981年－2019年 | 多维尔1981年－2019年 | 多维尔1981年－2019年 | 多维尔1981年－2019年 | 多维尔1981年－2019年 | 多维尔1981年－2019年 |
| 月份                 | 1月                  | 2月                  | 3月                  | 4月                  | 5月                  | 6月                  | 7月                  | 8月                  | 9月                  | 10月                 | 11月                 | 12月                 | 全年                 |
| -------------------- | -------------------- | -------------------- | -------------------- | -------------------- | -------------------- | -------------------- | -------------------- | -------------------- | -------------------- | -------------------- | -------------------- | -------------------- | -------------------- |
| 历史最高温 °C（°F）  | 16.8 (62.2)          | 20.9 (69.6)          | 24.2 (75.6)          | 26.7 (80.1)          | 30.6 (87.1)          | 35 (95)              | 39.4 (102.9)         | 37.7 (99.9)          | 33.2 (91.8)          | 28.9 (84.0)          | 21.3 (70.3)          | 16.4 (61.5)          | 39.4 (102.9)         |
| 平均高温 °C（°F）    | 7.1 (44.8)           | 7.8 (46.0)           | 10.6 (51.1)          | 13 (55)              | 16.6 (61.9)          | 19.1 (66.4)          | 21.3 (70.3)          | 21.3 (70.3)          | 18.9 (66.0)          | 15.1 (59.2)          | 10.6 (51.1)          | 7.5 (45.5)           | 14.1 (57.4)          |
| 日均气温 °C（°F）    | 4.6 (40.3)           | 4.9 (40.8)           | 7.3 (45.1)           | 9.1 (48.4)           | 12.5 (54.5)          | 15.1 (59.2)          | 17.3 (63.1)          | 17.3 (63.1)          | 15.1 (59.2)          | 11.9 (53.4)          | 7.8 (46.0)           | 5.1 (41.2)           | 10.7 (51.3)          |
| 平均低温 °C（°F）    | 2.1 (35.8)           | 2 (36)               | 4 (39)               | 5.3 (41.5)           | 8.5 (47.3)           | 11.1 (52.0)          | 13.3 (55.9)          | 13.4 (56.1)          | 11.2 (52.2)          | 8.6 (47.5)           | 5.1 (41.2)           | 2.6 (36.7)           | 7.3 (45.1)           |
| 历史最低温 °C（°F）  | −17.8 (0.0)          | −14.2 (6.4)          | −9.1 (15.6)          | −3.3 (26.1)          | −0.6 (30.9)          | 1.3 (34.3)           | 5.9 (42.6)           | 6 (43)               | 2.1 (35.8)           | −3.1 (26.4)          | −7.1 (19.2)          | −10.3 (13.5)         | −17.8 (0.0)          |
| 平均降水量 mm（）    | 78 (3.1)             | 60.7 (2.39)          | 66.2 (2.61)          | 61.5 (2.42)          | 68.4 (2.69)          | 68.4 (2.69)          | 65.1 (2.56)          | 73.5 (2.89)          | 82.1 (3.23)          | 99.2 (3.91)          | 95.4 (3.76)          | 97.9 (3.85)          | 916.4 (36.08)        |
| 月均日照時數         | 59                   | 74                   | 117                  | 158                  | 183                  | 202                  | 199                  | 192                  | 156                  | 108                  | 60                   | 49                   | 1,557                |
| 来源：infoclimat.fr  |                      |                      |                      |                      |                      |                      |                      |                      |                      |                      |                      |                      |                      |

## 行政区划
多维尔的市镇编号为14220，邮政编号为14800。
在行政管理方面，多维尔隶属于法国诺曼底大区卡尔瓦多斯省利雪区；在地方选举方面，多维尔隶属于翁弗勒尔-多维尔县，其市镇范围全境被划入卡尔瓦多斯省第四选区；在社会管理方面，多维尔是花之海岸之心市镇公共社区的办公驻地。
截至2023年2月，多维尔市镇范围内暂无城市敏感街区及城市政策优先街区。
法国国家统计与经济研究所（简称）在进行数据统计时，将多维尔及相邻的另外23个市镇设为滨海迪沃城市核心区，另将包括多维尔在内的周边共32个市镇划为滨海特鲁维尔城市区。自2020年起，滨海特鲁维尔城市区被包含35个市镇的滨海特鲁维尔城市辐射区代替。此外，还将多维尔市镇整体看作一个“块区”（IRIS），以便于统计人口分布情况。

## 交通

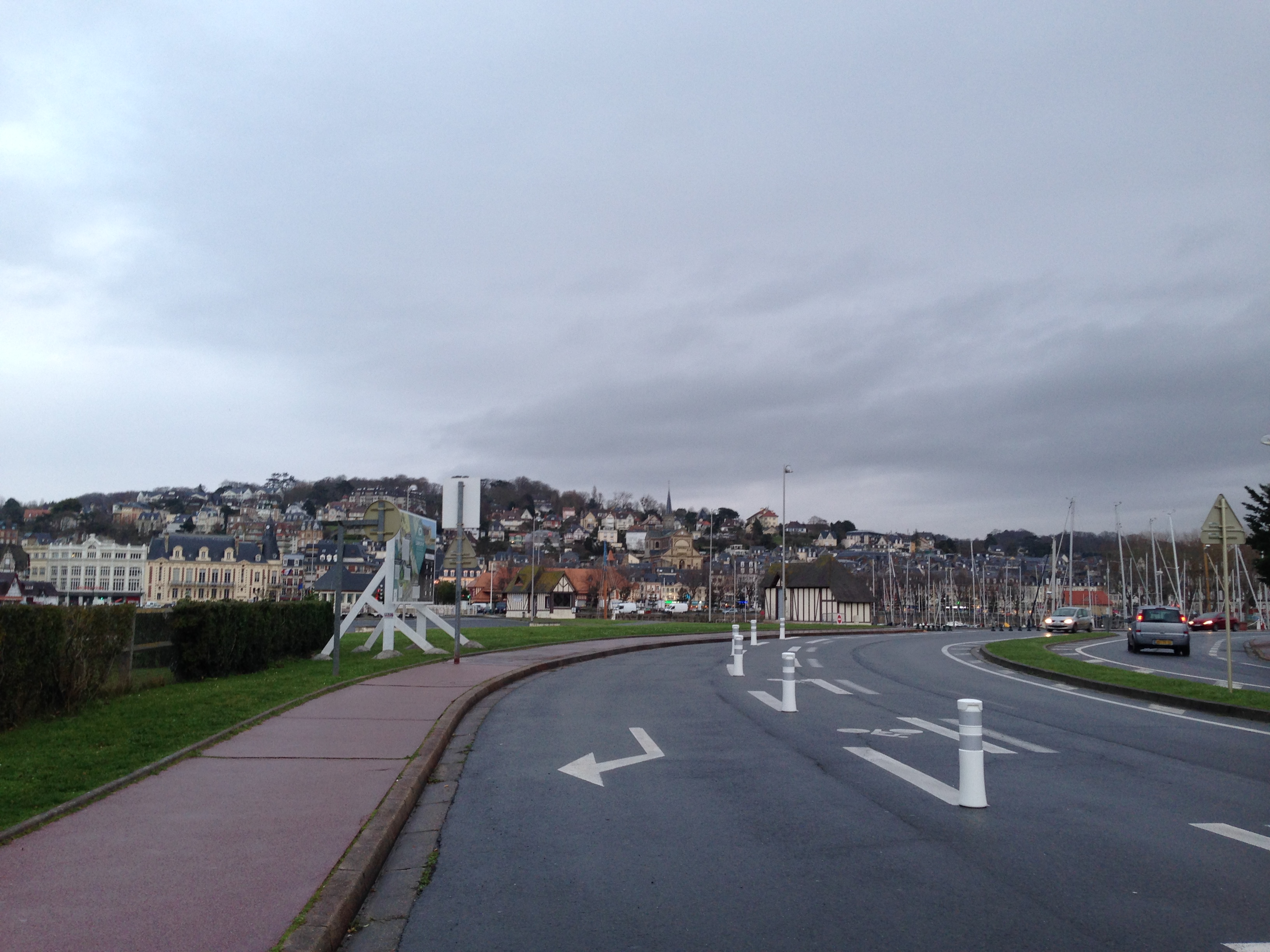
沿多维尔海岸延伸的欧仁·科尔尼谢大街

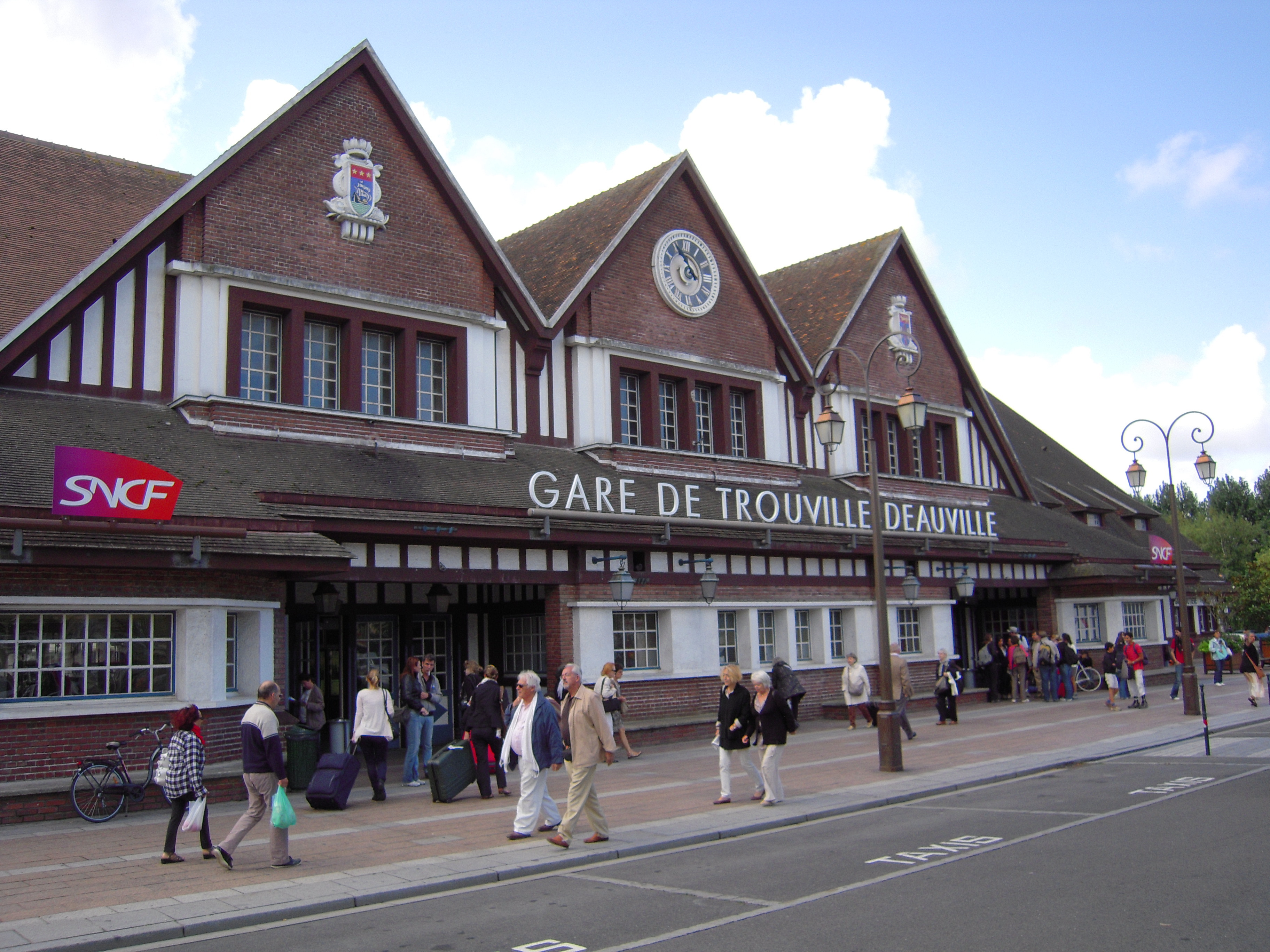
特鲁维尔-多维尔站的主站房

### 公路
卡尔瓦多斯省省道D513线和D677线在多维尔境内交汇。诺曼底大区下属的城际客运提供巴士线路，可前往卡昂、勒阿弗尔等地。
|  | 8 |

| 卡昂 | 47 |

| 利雪 | 30 |

| 蓬莱韦克 | 13 |

2019年，17.1%的多维尔家庭拥有至少一辆私人汽车。2019年，多维尔境内共发生各类交通事故11起，造成14人受伤，其中1人重伤。

### 铁路
多维尔位于利雪－特鲁维尔-多维尔铁路和梅济东－特鲁维尔-多维尔铁路的交汇处。特鲁维尔-多维尔站位于多维尔市区东部，停靠前往巴黎、利雪和迪沃三条线路的区域列车。

### 航空
多维尔机场位于圣加蒂安德布瓦境内，距离多维尔市中心的公路里程约8公里。

### 城市公共交通
截至2023年2月，多维尔暂无城市公共交通系统。
1885至1905年间，多维尔曾有一条长2.3公里的有轨电车。

## 政治

### 市政内阁

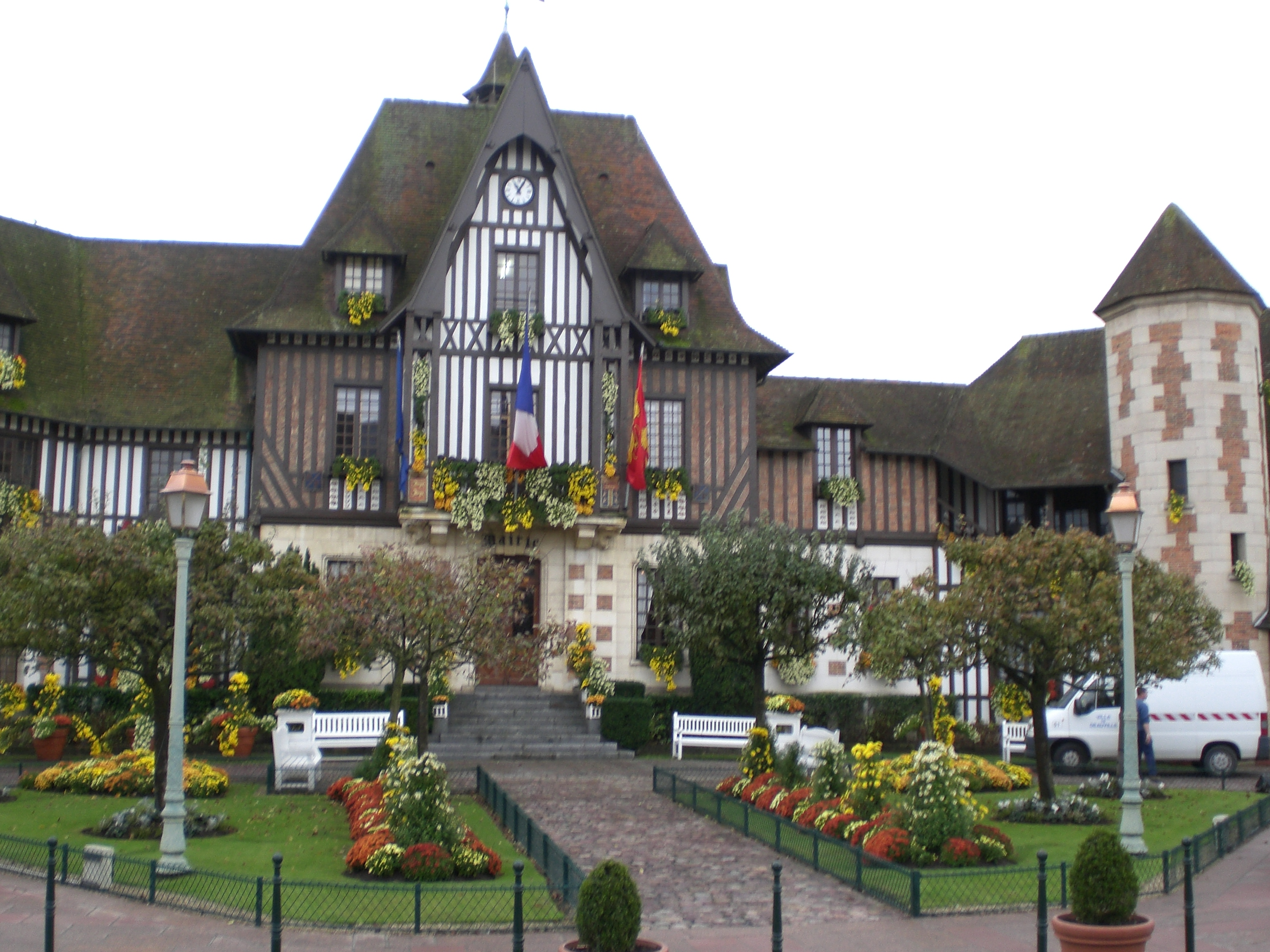
多维尔市政厅

多维尔的现任市长为菲利普·奥吉耶先生，他是民主人士和独立人士联盟的一名成员，在2020年的市政选举中获得了75.93%的支持率。
| 多维尔历届市长 | 多维尔历届市长                    | 多维尔历届市长                             |
| 任期           | 市长                              | 党派                                       |
| -------------- | --------------------------------- | ------------------------------------------ |
| 1944年－1945年 | François POMERAIS 弗朗索瓦·波姆赖 | 不详                                       |
| 1945年－1962年 | Robert FOSSORIER 罗贝尔·福索里耶  | RAD激进党                                  |
| 1962年－1977年 | Michel D'ORNANO 米歇尔·多尔纳诺   | UDF法国民主联盟                            |
| 1977年－2001年 | Anne D'ORNANO 安娜·多尔纳诺       | UDF法国民主联盟                            |
| 2001年－       | Philippe AUGIER 菲利普·奥吉耶     | UDF法国民主联盟 →UDI民主人士和独立人士联盟 |

### 各级选举
| 多维尔历届投票选举结果 | 多维尔历届投票选举结果 | 多维尔历届投票选举结果 | 多维尔历届投票选举结果 | 多维尔历届投票选举结果             | 多维尔历届投票选举结果 | 多维尔历届投票选举结果 | 多维尔历届投票选举结果             | 多维尔历届投票选举结果 | 多维尔历届投票选举结果 |
| 选举项目               | 选举范围               | 选区单位               | 选区单位内的选举结果   | 选区单位内的选举结果               | 选区单位内的选举结果   | 选区单位内的选举结果   | 选区单位内的选举结果               | 选区单位内的选举结果   | 参考资料               |
| 选举项目               | 选举范围               | 选区单位               | 第一轮胜出者           | 第一轮胜出者                       | 支持率                 | 第二轮胜出者           | 第二轮胜出者                       | 支持率                 | 参考资料               |
| ---------------------- | ---------------------- | ---------------------- | ---------------------- | ---------------------------------- | ---------------------- | ---------------------- | ---------------------------------- | ---------------------- | ---------------------- |
| 2017年法國總統選舉     | 法國                   | 市镇                   |                        | 弗朗索瓦·菲永                      | 45.43%                 |                        | 埃马纽埃尔·马克龙                  | 69.68%                 | [ 32 ]                 |
| 2017年法国立法选举     | 卡尔瓦多斯省第四选区   | 市镇                   |                        | 克里斯托夫·布朗谢                  | 44.49%                 |                        | 克里斯托夫·布朗谢                  | 52.75%                 | [ 32 ]                 |
| 2019年欧洲议会选举     | 法國                   | 市镇                   |                        | 娜塔莉·卢瓦索                      | 33.26%                 | （不适用）             | （不适用）                         | （不适用）             | [ 34 ]                 |
| 2021年法国省级选举     | 卡爾瓦多斯省           | 县                     |                        | 米歇尔·拉马尔 科莱特·努韦尔-鲁斯洛 | 62.93%                 |                        | 米歇尔·拉马尔 科莱特·努韦尔-鲁斯洛 | 78.94%                 | [ 35 ]                 |
| 2021年法国省级选举     | 卡爾瓦多斯省           | 市镇                   |                        | 米歇尔·拉马尔 科莱特·努韦尔-鲁斯洛 | 66%                    |                        | 米歇尔·拉马尔 科莱特·努韦尔-鲁斯洛 | 77.2%                  | [ 35 ]                 |
| 2021年法国大区选举     |                        | 市镇                   |                        | 埃尔韦·莫兰                        | 58.18%                 |                        | 埃尔韦·莫兰                        | 63.36%                 | [ 36 ]                 |
| 2022年法国总统选举     | 法國                   | 市镇                   |                        | 埃马纽埃尔·马克龙                  | 38.36%                 |                        | 埃马纽埃尔·马克龙                  | 63.15%                 | [ 32 ]                 |
| 2022年法国立法选举     | 卡尔瓦多斯省第四选区   | 市镇                   |                        | 克里斯托夫·布朗谢                  | 45.69%                 |                        | 克里斯托夫·布朗谢                  | 78.06%                 | [ 32 ]                 |

## 人口
2019年，多维尔市镇人口数量为3,565，在法国排名第3,112位。其中男性1,517人，女性2,048人，75岁及以上人口占21.9%，外籍人口数量为106人，人口密度为999人/平方公里，当地居民被称为（男性）或（女性）。2020年，多维尔境内出生16人，死亡人口86人。
| 多维尔1901年－2020年人口变化情况 |
|                                  |
| 数据来源：Cassini、INSEE         |

## 经济

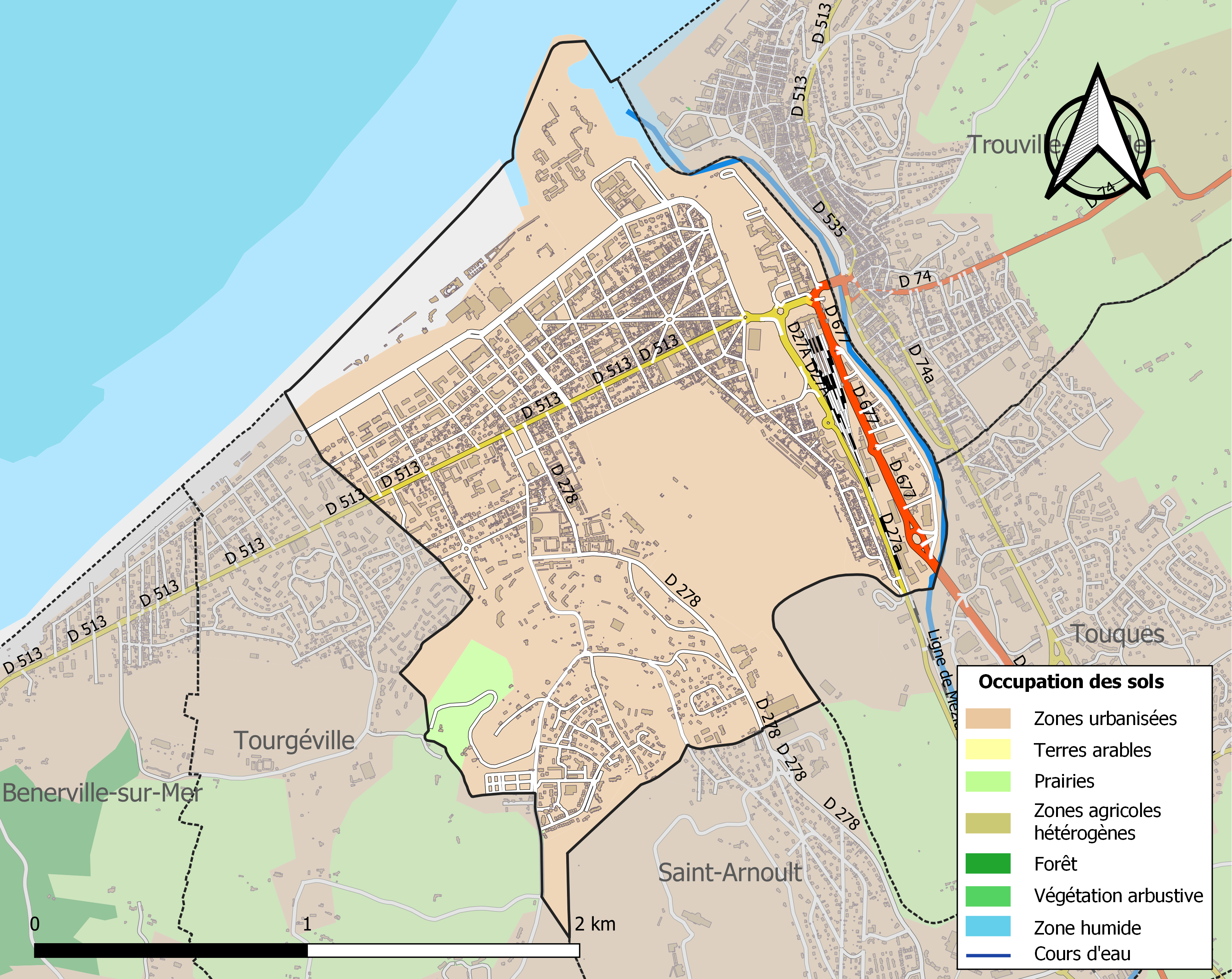
多维尔土地利用情况地图

多维尔是一个区域性的中心城市，旅游业是当地主要的经济支柱。截止2023年2月，多维尔市镇范围内共有各类用人单位（包含自雇）2,073家，平均历史为20年，其中98.92%为中小型企业（PME），2022年12月至2023年2月间，当地的经济活力指数为0.43%。（汽车销售）、（餐饮接待）及（汽车销售）是当地2021年营业额最高的三个企业，分别为86,169,754欧元、49,564,546欧元和22,220,162欧元。

## 财政与居民收入
2021年，多维尔的财政收入总额为31,160,800欧元，财政支出总额为27,656,800欧元，当年的债务总额为17,748,400欧元。2021年，多维尔市镇获得了2,001,710欧元的国家直接财政补助。
2020年，多维尔的人均月收入总额为2,329欧元，其中高级职员为6,093欧元，高于法国平均水平（4,230欧元）；中级职员为2,425欧元，高于法国平均水平（2,411欧元）；普通职员为1,757欧元，亦高于法国平均水平（1,740欧元）。
2019年，多维尔境内的贫困率为13%，青壮年（15至64岁）失业率为16.5%；当地54.1%的家庭拥有纳税资格，平均纳税5,591欧元，高于法国平均水平（3,910欧元）。

## 社会事务

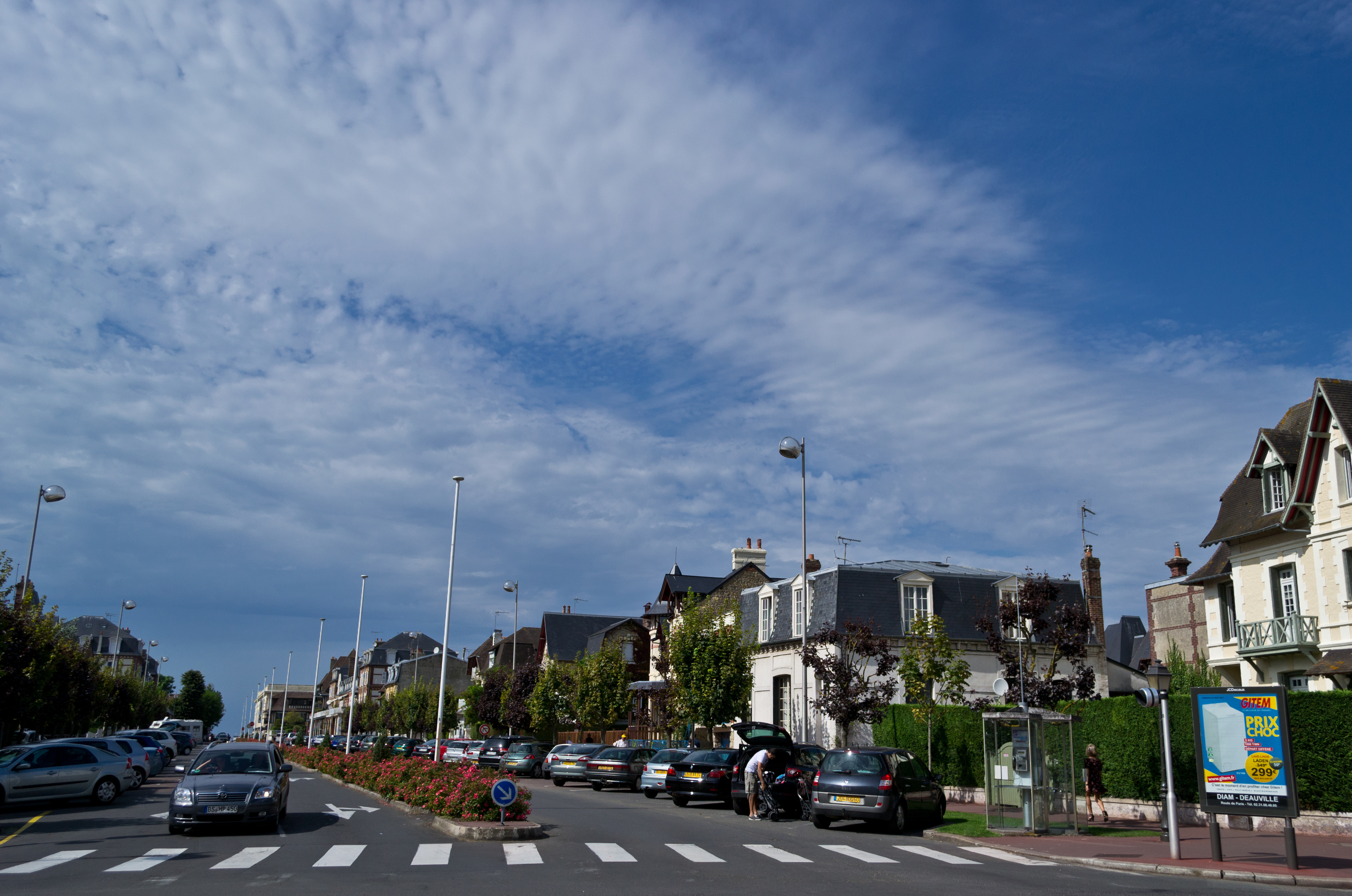
多维尔镇中心的戴高乐将军街

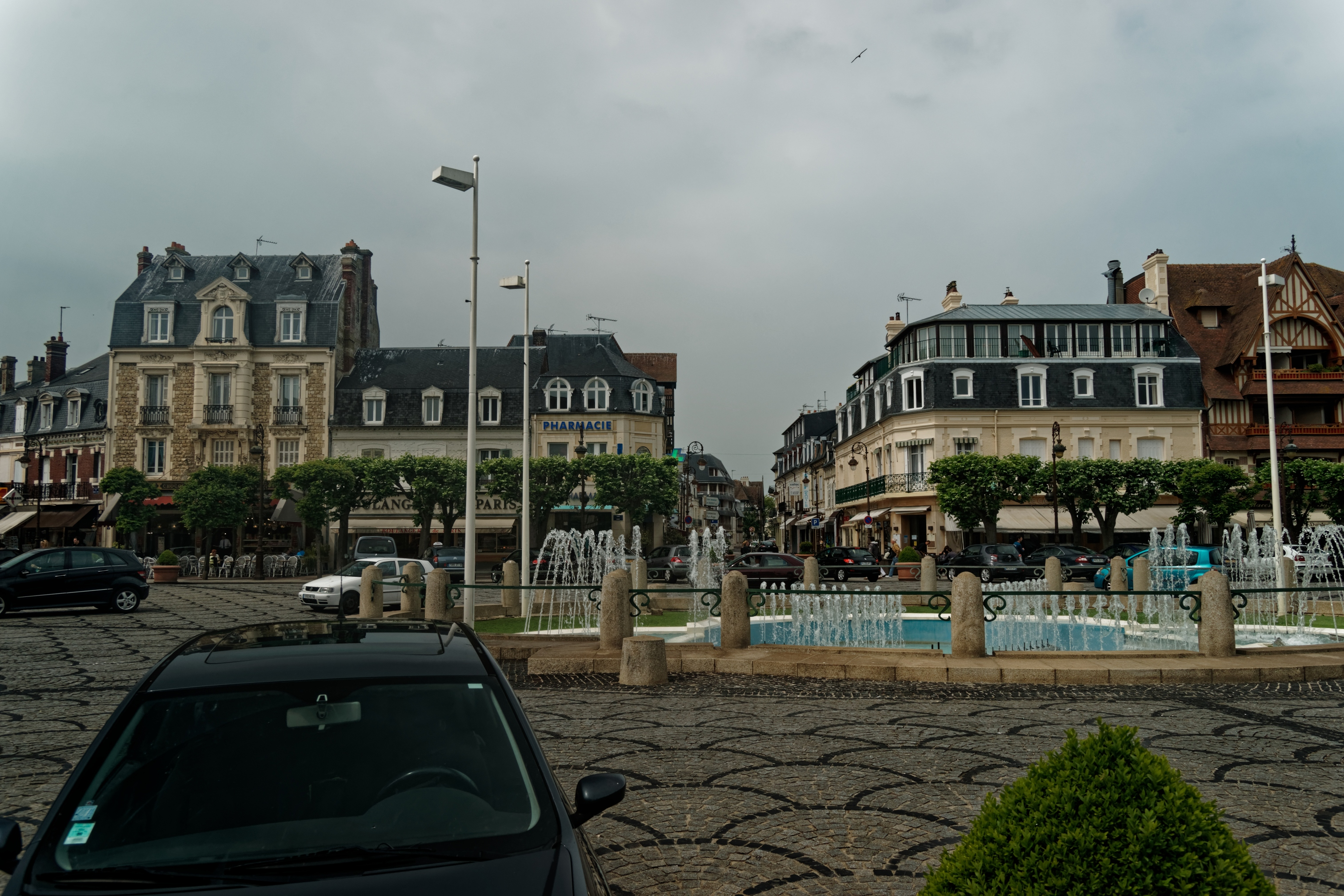
莫尔尼广场

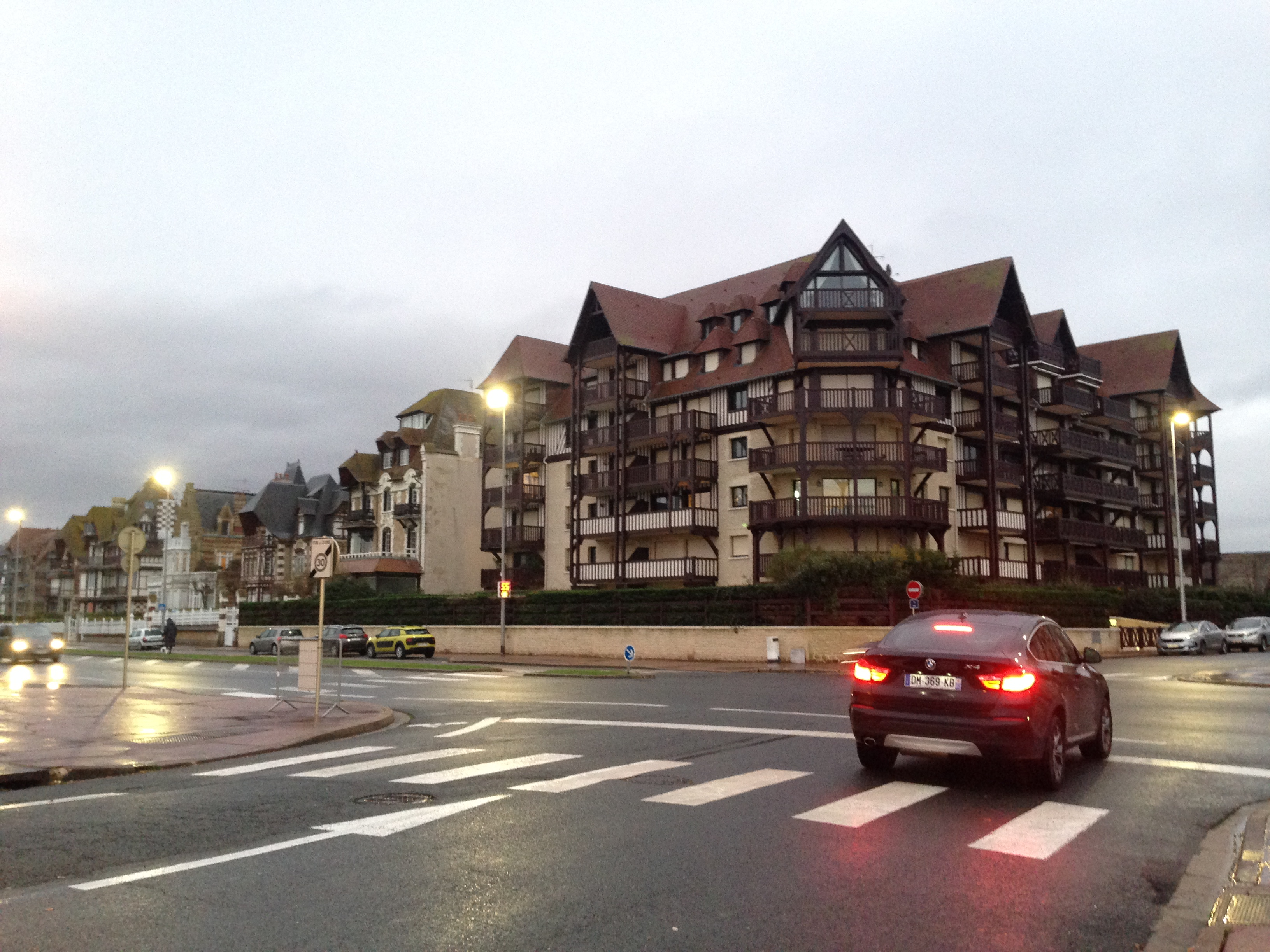
多维尔的一处海滨公寓

### 教育
多维尔属于诺曼底学区。截止2021年1月1日，多维尔境内共有1所小学、1所初级中学、1所普通高中和1所职业高中。2021至2022学年度，多维尔境内共有在校中等教育阶段学生1,009名。
在高等教育方面，多维尔境内建有一所卫生学校。

### 医疗
截止2021年1月1日，多维尔境内共有全科医生15名、保健师13名、牙医11名、护士15名、耳科医生1名、眼科医生2名、皮肤科医生3名、助产士1名、儿科医生1名和妇科医生1名。境内共有药房4家。
距离多维尔最近的区域性医疗机构为花之海岸市际中心医院（Centre hospitalier intercommunal de la Côte Fleurie），其主病区位于克里克伯夫，距离多维尔市区的正常车程大约11分钟，该院设有床位202个，是当地规模最大的公立综合性医院。

### 住房
2019年，多维尔境内共有各类住房8,567套，其中22.7%为独立式居民区，77.1%为集中式居民区。常住房屋占多维尔市镇范围内居民建筑总量的23.8%。
在住房保障政策方面，2021年，多维尔境内共有348户家庭获得了住房经济补助，受益人数占总人口数量的9.8%，其中386份为房租补助。

### 商业
2021年，多维尔境内共有各类实体商铺360家，其中餐厅74家、大型超市1家、杂货店4家、面包房15家、肉铺5家、书店6家、装饰品店1家、银行门店9家、美容美发店18家、汽车维修店1家。多维尔市区建有一家家乐福便民超市，市区东南部建有Darty电器商场。

### 体育
2021年，多维尔境内共有2家游泳池、3间体育馆、1座综合体育场、21处网球场、1处马术场、1处足球或橄榄球场以及3处篮球或排球场。
截至2023年2月，特鲁维尔-多维尔体育俱乐部（编号500058）是多维尔境内唯一的一家注册足球俱乐部，该足球队成立于1899年，其主队2022至2023赛季参加诺曼底大区足球联赛甲组（法国第六级别），其主场为埃贝尔指挥官球场（Stade du Commandant Hébert）。
1979年的环法自行车赛曾途径多维尔。

### 环境
多维尔的环境事务由其所属的花之海岸之心市镇公共社区联合各级政府协调负责。2021年，多维尔境内暂无污染企业。

### 治安
2021年，多维尔市镇范围内共有1处派出所。
多维尔及其附近的共7个市镇是特鲁维尔-多维尔警区（zone police de Trouville Deauville）的管辖范围。2020年，该警区累计记录各类案件1,352起，其中盗窃类案件642起，经济类案件181起，毒品交易类案件107起。

## 文化
2021年，多维尔境内共有1家剧场、1家电影院和1家博物馆。多维尔境内建有多媒体中心，除周一外全年向公众开放。

### 建筑
多维尔境内有多处历史建筑，其中诺曼底栅栏酒店、多维尔赌场等为法国国家文物保护单位。

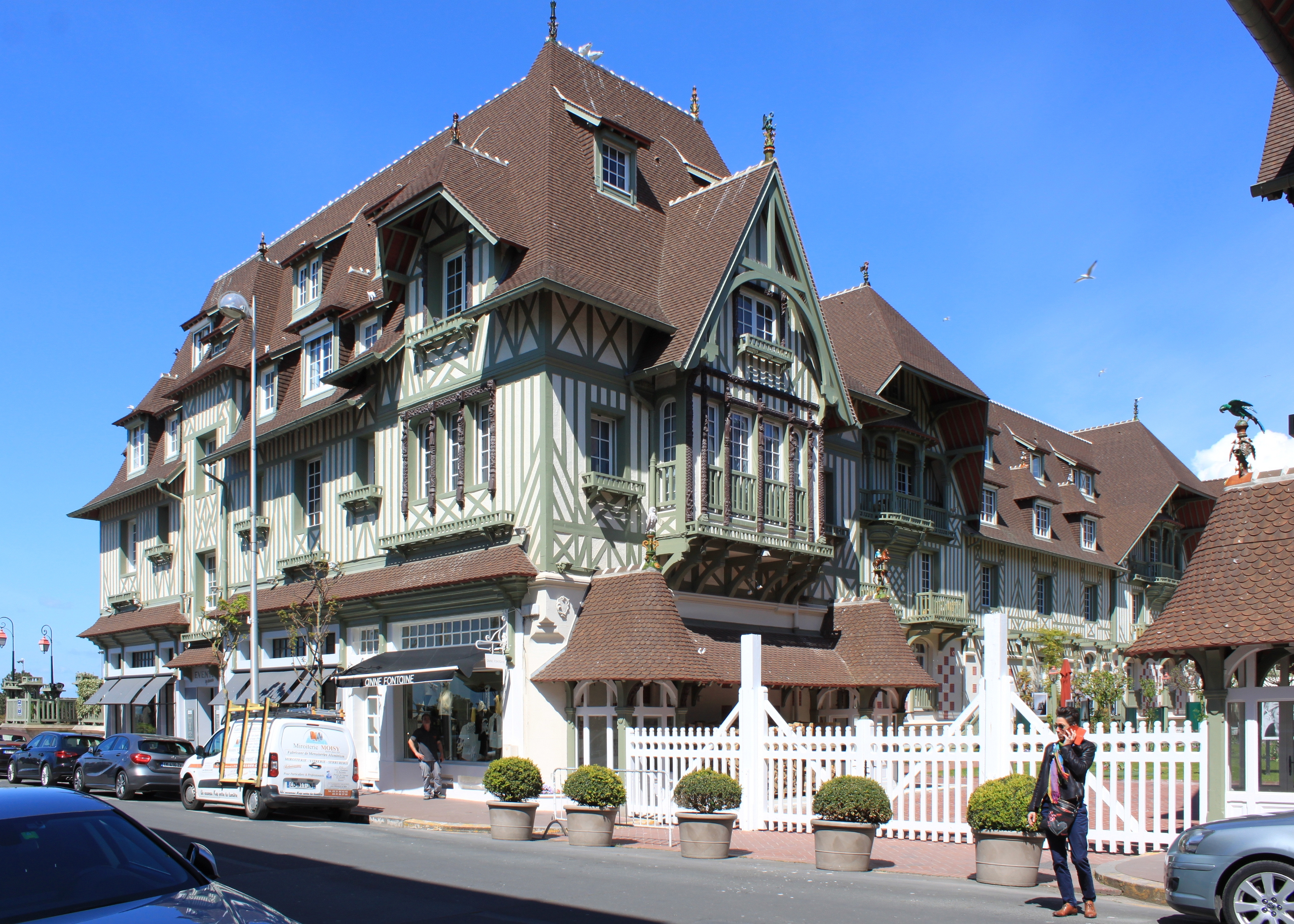
诺曼底栅栏酒店（法语：Normandy Barrière）
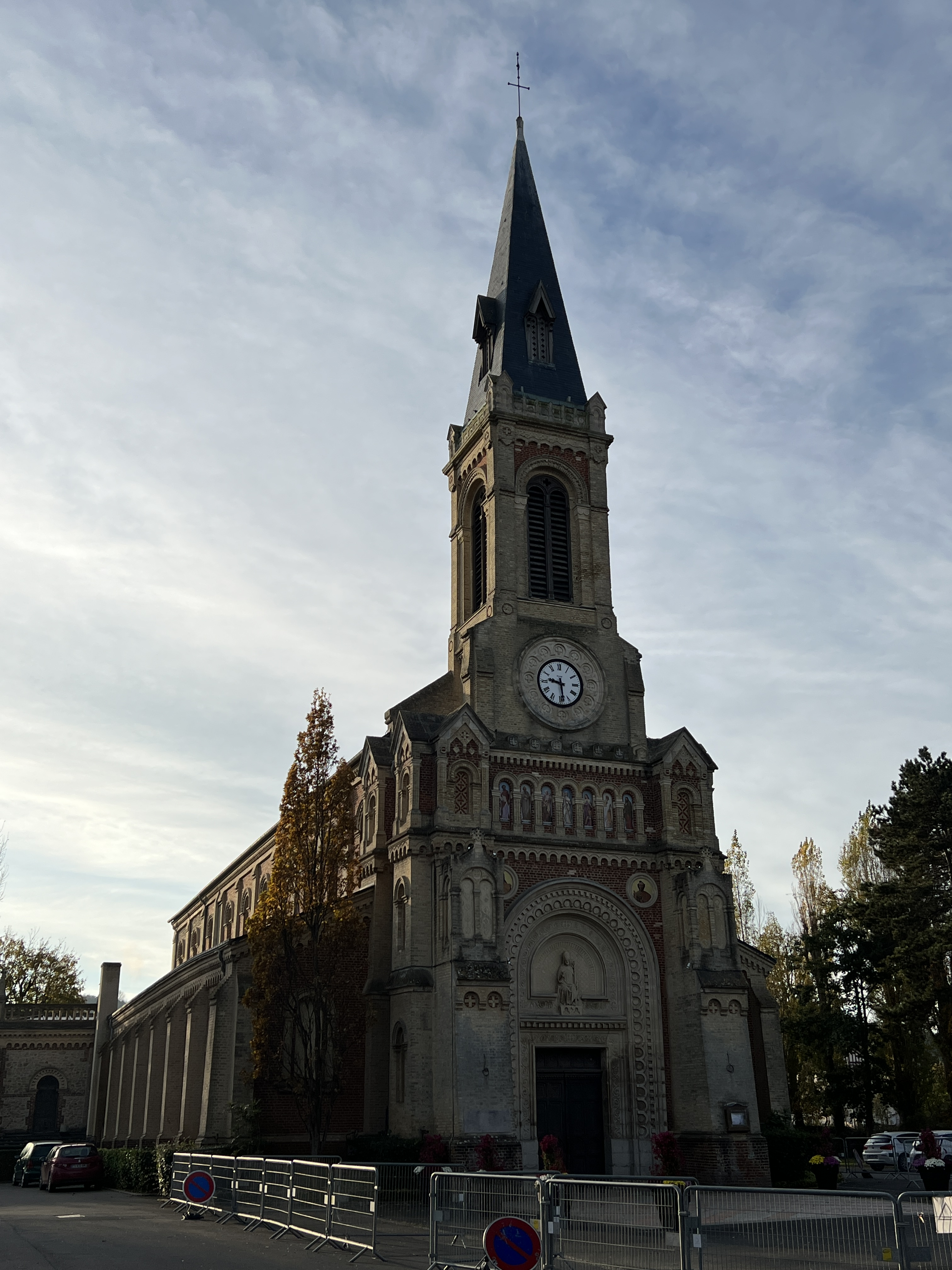
圣奥居斯坦教堂
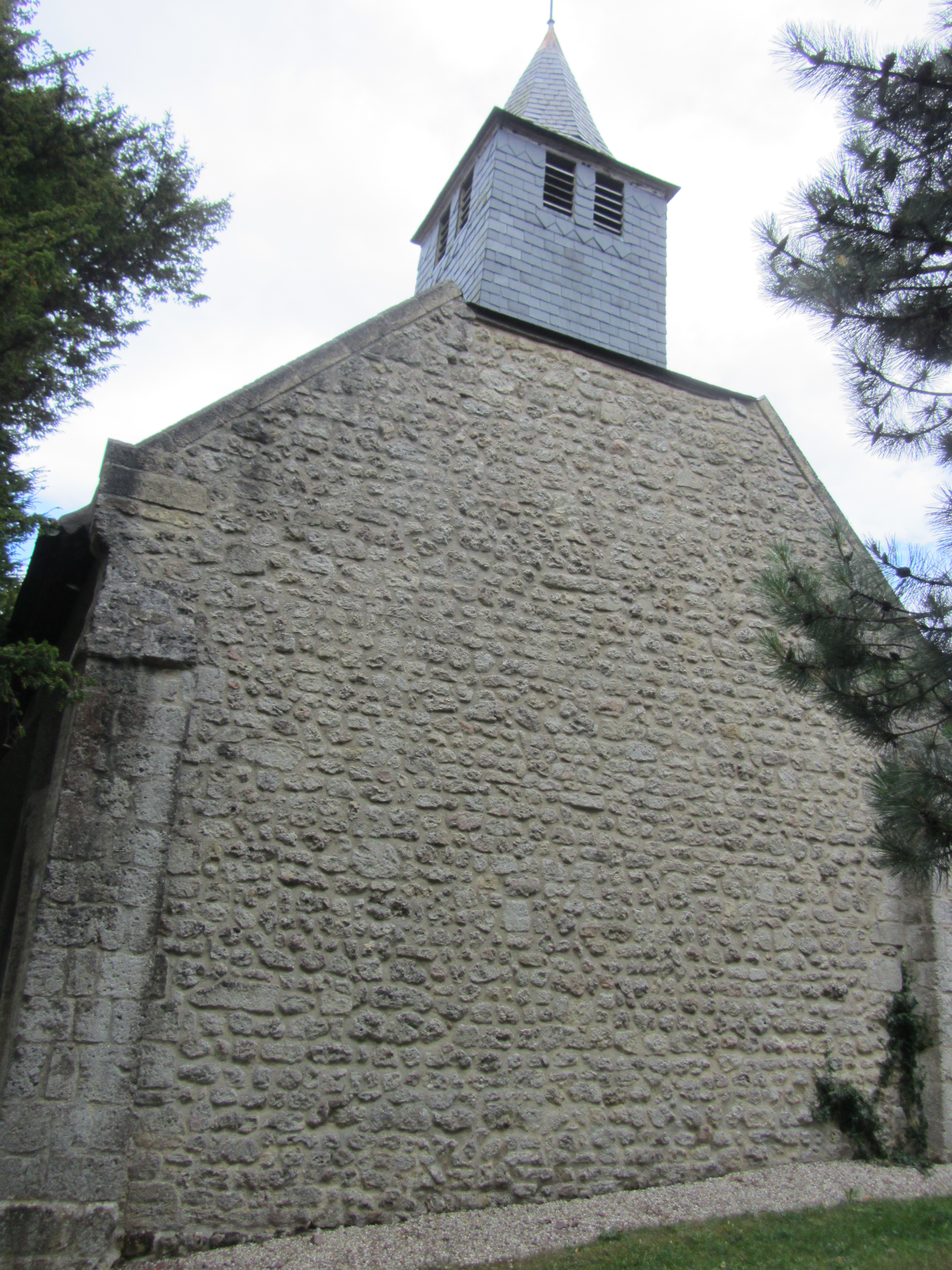
圣洛朗教堂（法语：Église Saint-Laurent de Deauville）
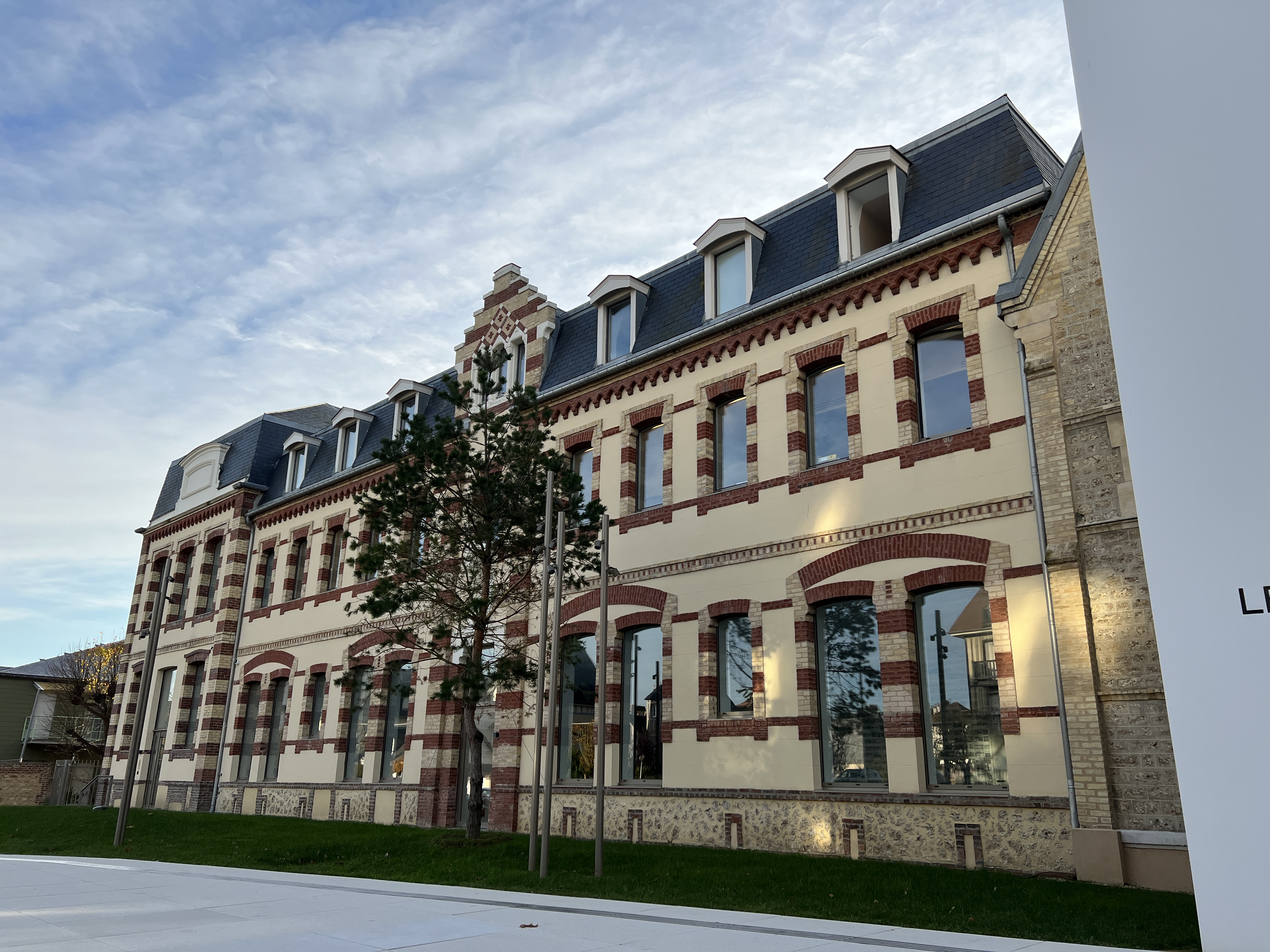
方济各会堂（法语：Les Franciscaines Deauville）
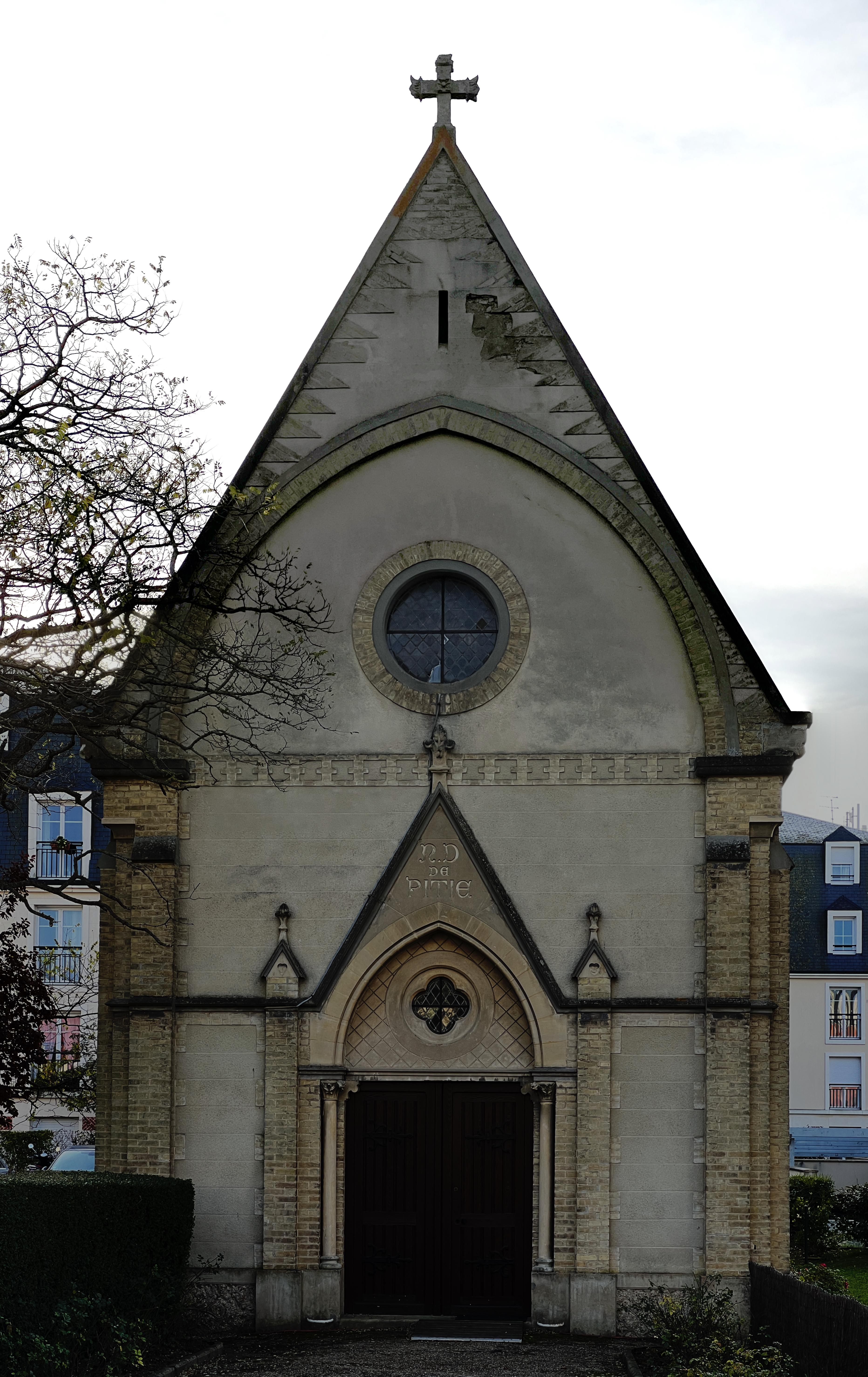
怜悯圣母小教堂
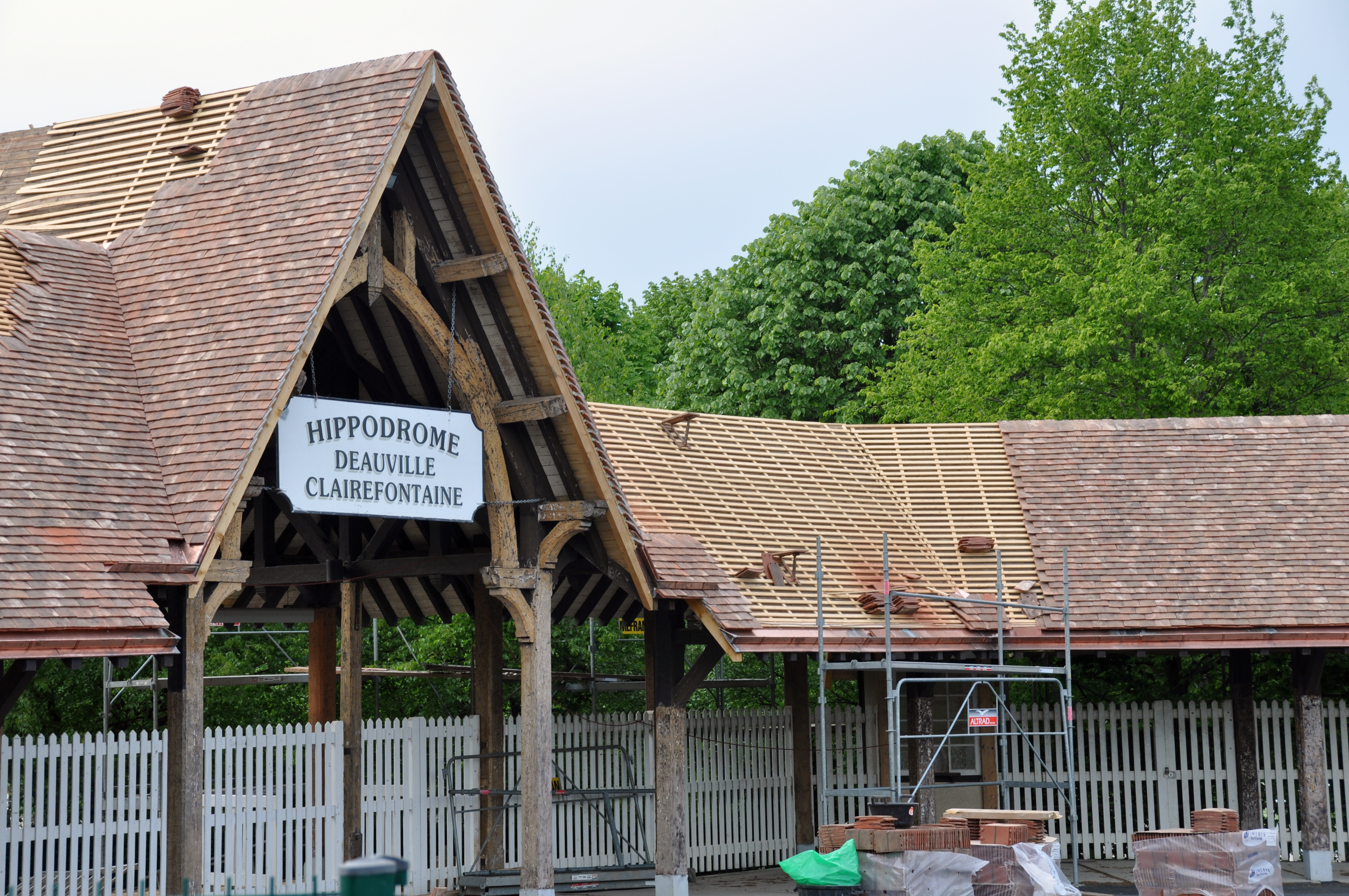
克莱枫丹跑马场（法语：Hippodrome de Deauville-Clairefontaine）
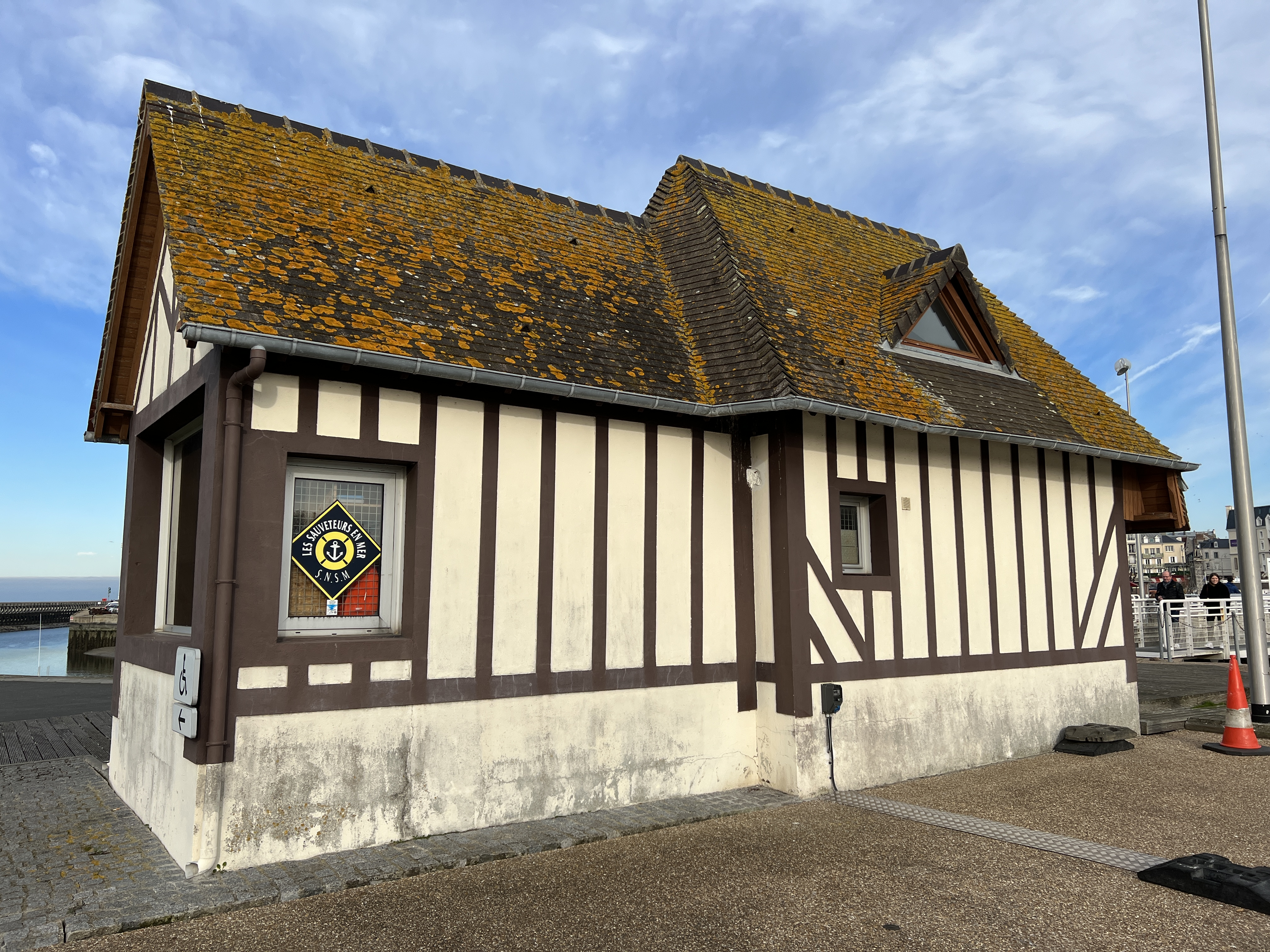
救援中心
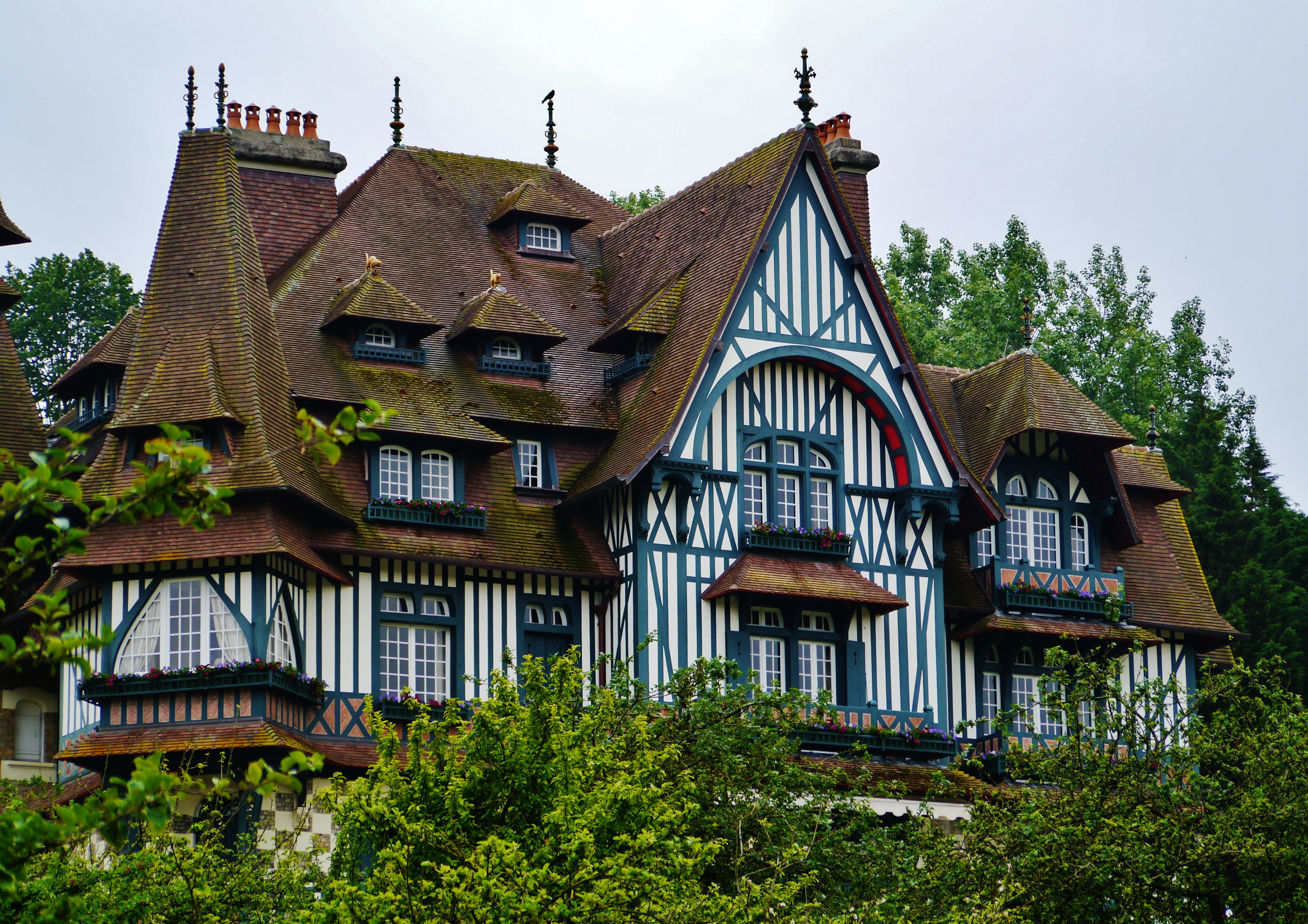
斯特拉斯堡小屋（法语：Villa Strassburger）

### 旅游

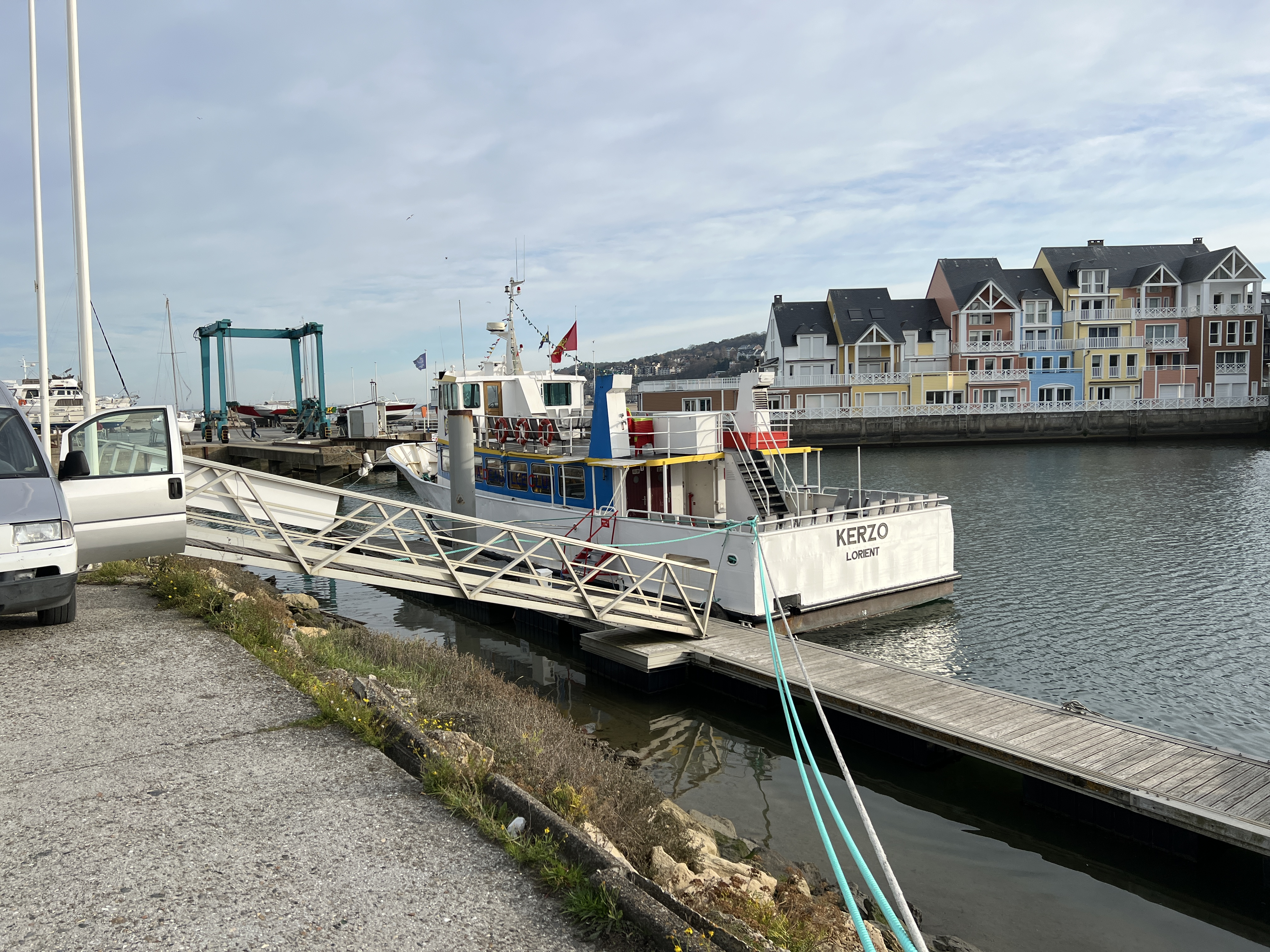
多维尔港口停靠的一艘游览船

多维尔的旅游事务由其所属的花之海岸之心市镇公共社区负责。2022年，多维尔境内共有16家酒店共计1,138间房间。

### 媒体
法国主要的媒体均可在多维尔接收，法国电视三台下属的诺曼底大区频道在部分时段播出多维尔所在卡尔瓦多斯省的地方新闻。《法国西部报》、《欧日地区日报》、蓝色法兰西诺曼底卡昂广播等为当地主要的地方性媒体。

### 影视作品
法国导演主编的电影《一个男人和一个女人》曾取景于多维尔。

## 相关人物
法国游泳运动员格扎维埃·马尔尚出生于多维尔。
多维尔因其独特的自然风光而吸引了大批知名人士来此度假乃至安度晚年，其中法国演员让·迦本曾于长居于多维尔，法国画家欧仁·布丹和英国作家福特·马多克斯·福特逝世于此。

## 友好城市
截至2023年2月，多维尔共与四座城市互为友好城市关系：
- 英国 考斯
- 德国 艾克林根
- 爱尔兰 基尔德尔（英语：Kildare）
- 美国 列克星敦